# Гранцин
Гранцин (нім. Granzin) — громада в Німеччині, розташована в землі Мекленбург-Передня Померанія. Входить до складу району Людвігслуст-Пархім. Складова частина об'єднання громад Ельденбург-Любц.
Площа — 22,91 км2. Населення становить 390 ос. (станом на 31 грудня 2020).

## Галерея

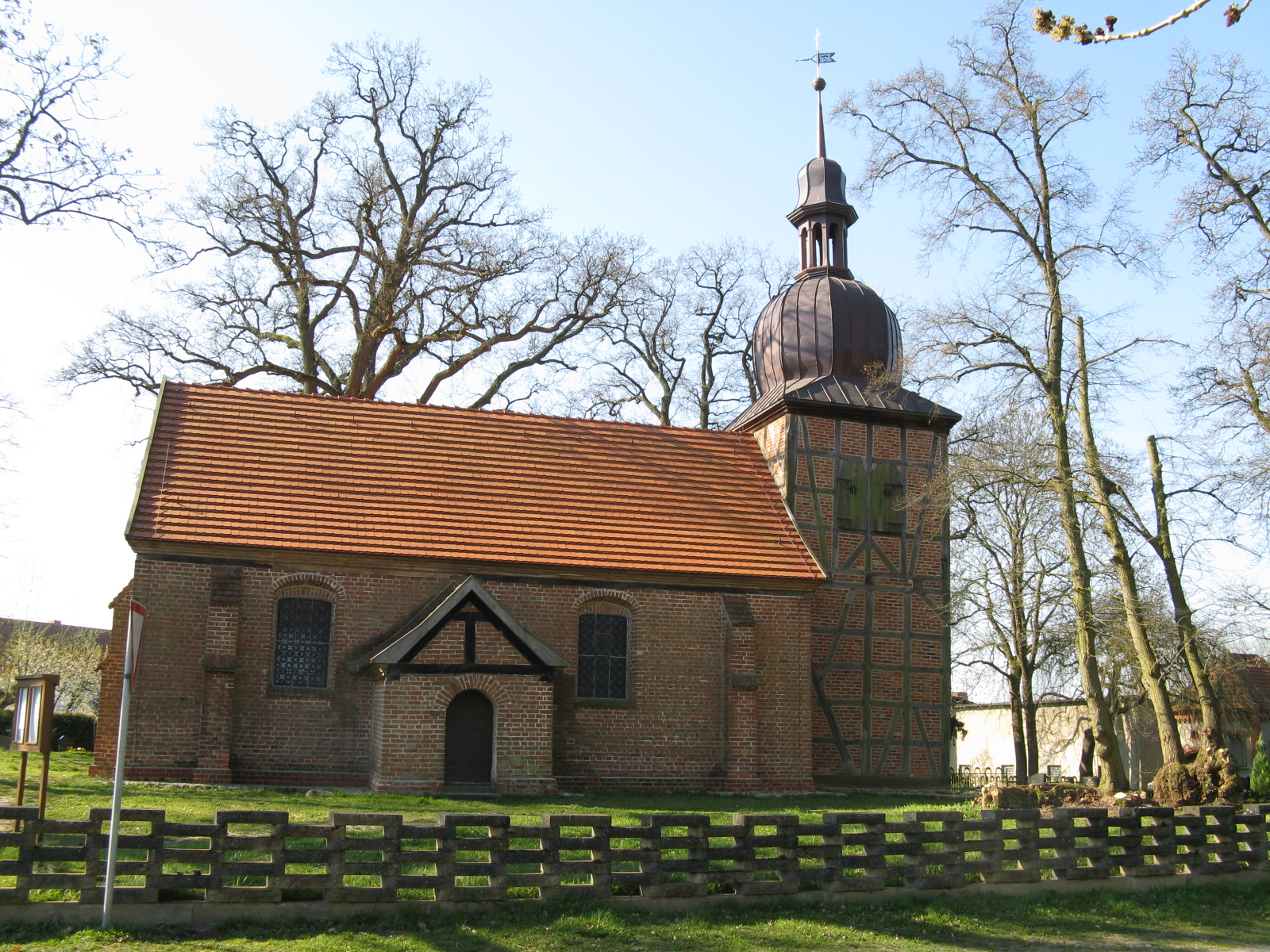